# Benimaclet

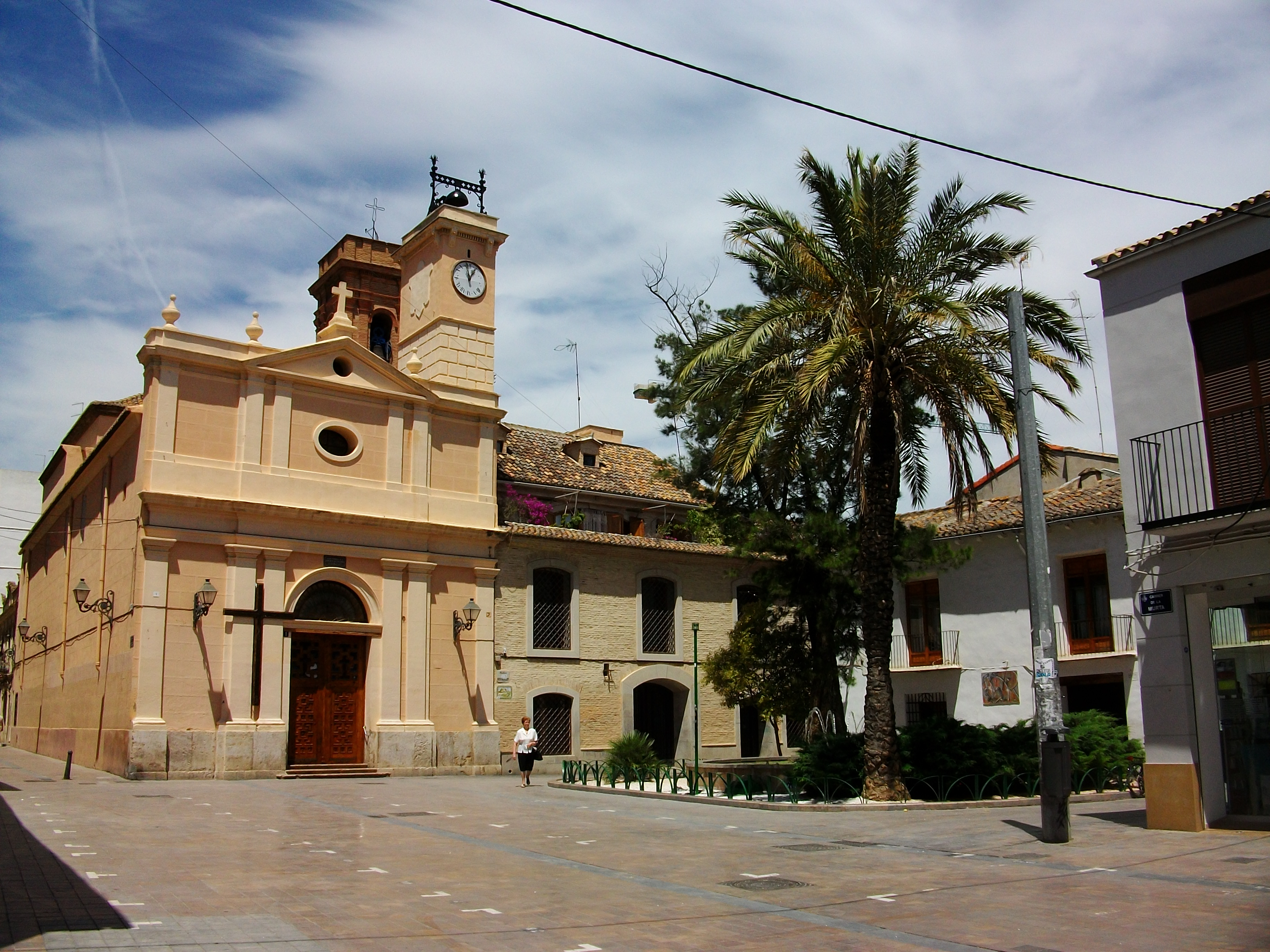
Plaça de Benimaclet

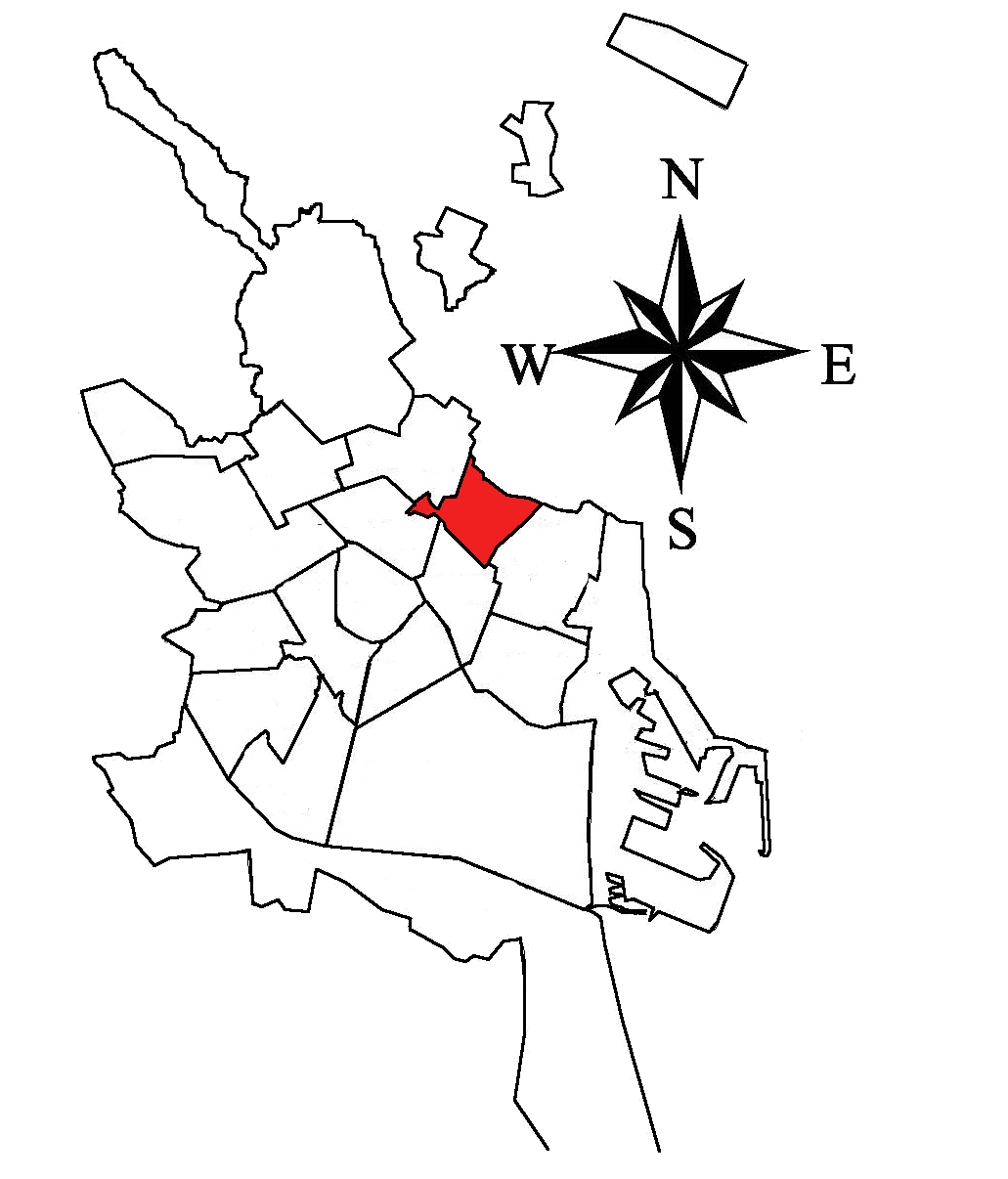
Lage von Benimaclet in Valencia

Benimaclet ist ein Stadtteil im Norden Valencias. 2013 hatte der Ort 29.046 Einwohner.

## Überblick
In Benimaclet findet man viele kleine Läden, aber auch eine große Einkaufsarkade. Vom Flughafen von Valencia, benötigt man ca. 30 min mit der U-Bahn zur Station Benimaclet, welche sich im Kern des Stadtteils befindet. In Benimaclet gibt es einen schönen und ziemlich großen Park, in dem man sich gut entspannen kann. In dem Park befindet sich ein für Kinder nachgebautes Straßennetz was sie mit dem Fahrrad oder mit anderen Spielzeugen nutzen können, ein Verkehrsübungsplatz für Kinder. Seit 1995 ist Benimaclet mit dem Zentrum von Valencia über die U-Bahn-Stationen der Linie 3 verbunden. Darüber hinaus mit den Straßenbahnlinien 4 und 6.